# Лісовенко Василь Трохимович
Лісове́нко Васи́ль Трохи́мович (11 серпня 1948, село Житні Гори Рокитнянського району Київської області) — український радянський компартійний діяч, депутат Верховної Ради України І скликання. Член ЦК КПУ в 1990—1991 р. Секретар ЦК КПУ, член Політбюро ЦК КПУ у травні—серпні 1991 року. Батько заступника Міністра фінансів України Віталія Лісовенка.

## Біографія
Народився у селянській родині. Після закінчення школи у 1964 році працював робітником Білоцерківської пересувної механізованої колони (ПМК) № 3 тресту «Цукроспецбуд» Київської області.
З 1964 по 1969 роки працював трактористом, механіком-наладником молочнотоварної ферми, зоотехніком, головним зоотехніком колгоспу імені Леніна в селі Житні Гори Рокитнянського району Київської області.
Член КПРС з 1969 року.
У 1969 році висунутий на комсомольську роботу: був завідувачем відділу комсомольських організацій, 2-м, а згодом — 1-м секретарем Рокитнянського районного комітету ЛКСМУ Київської області.
У 1973 році закінчив Білоцерківський сільськогосподарський інститут за спеціальністю «зоотехнік» й призначений директором радгоспу «Дружба» Рокитнянського району.
З 1975 року — на партійній роботі: інструктор відділу організаційно-партійної роботи Київського обласного комітету КПУ.
У 1976—1978 роках навчався у Вищій партійній школі при ЦК КПУ.
З 1978 по 1984 роки — голова виконавчого комітету Макарівської районної ради народних депутатів; 1-й секретар Макарівського районного комітету КПУ Київської області.
У 1984—1985 роках — інспектор ЦК КПУ.
У січні 1986 — січні 1989 року — секретар Чернігівського обласного комітету КПУ.
У 1989—1990 роках працював у Москві, обіймав посаду відповідального організатора відділу партійного будівництва та кадрової роботи ЦК КПРС.
З 22 січня 1990 по травень 1991 року — 1-й секретар Чернігівського обласного комітету КПУ. Одночасно з квітня 1990 по травень 1991 року — голова Чернігівської обласної ради народних депутатів.
У травні — серпні 1991 року — секретар ЦК КПУ, член Політбюро ЦК КПУ.
Після заборони КПРС на території України, у 1991 році призначений генеральним директором Української корпорації зоотехнічного і ветеринарного постачання «Укрзооветпромпостач».
Народний депутат України І скликання, обраний по Прилуцькому виборчому окрузі № 448, Чернігівська область. Був членом комісії мандатної і з питань депутатської етики.

## Нагороди і почесні звання
- орден «Знак Пошани»
- Заслужений працівник сільського господарства України (.11.2008)[3].
- Державна премія України в галузі науки і техніки (2009)[4].
- дві медалі

## Родина
Одружений, дружина — Катерина Василівна (1950). Має двох дітей: син Віталій (1972) — економіст, дочка Таїсія (1974) — психолог.